# Fritz Keller
Frédéric Keller, noto come Fritz Keller (Strasburgo, 21 agosto 1913 – Strasburgo, 9 giugno 1985), è stato un calciatore francese, di ruolo attaccante.